# Epeolus barberiellus
Epeolus barberiellus är en biart som beskrevs av Cockerell 1907. Epeolus barberiellus ingår i släktet filtbin, och familjen långtungebin. Inga underarter finns listade i Catalogue of Life.